# Ilowlja (Ort)
Ilowlja (russisch Иловля) ist eine Siedlung städtischen Typs in der Oblast Wolgograd (Russland) mit 11.255 Einwohnern (Stand 14. Oktober 2010).

## Geographie
Die Siedlung liegt in den Steppen des südöstlichen europäischen Teils Russlands am linken Ufer der gleichnamigen Ilowlja, die etwa 10 Kilometer südwestlich in den Don mündet. Westlich des Ortes erstreckt sich ein über 100 km² großes, wüstenähnliches Sanddünengebiet.
Ilowlja ist Verwaltungszentrum des gleichnamigen Rajons Ilowlja und liegt etwa 75 Kilometer Luftlinie nordwestlich des Stadtzentrums der Oblasthauptstadt Wolgograd. Der Verwaltung der Siedlung sind außerdem die zwei Weiler Kolozki (7 km südlich) und Pestschanka (7 km nordöstlich) unterstellt.

## Geschichte
Eine Kosakenstaniza mit Namen Ilowlinskaja, benannt nach dem Fluss, war am linken Ufer des Don seit dem Jahr 1672 bekannt. Später wurde sie an das rechte Donufer verlegt, 1768 schließlich an die heutige Ortslage. Im Verlauf des 19. Jahrhunderts war sie mehrmals von Katastrophen betroffen, so Choleraepidemien 1830 und 1848, Missernten 1833 und 1848, einem verheerenden Hochwasser 1849 und einem Großbrand 1862. Trotzdem war sie in der zweiten Hälfte des Jahrhunderts eine der größten Stanizen des Gebietes. Sie gehörte zum Kosakengebiet Oblast des Don-Heeres („Oblast der Don-Truppen“) und lag in dessen östlichstem Teil, der „Zweiten Don-Abteilung“ (2-i Donskoi otdel) mit Verwaltungszentrum in der Staniza Nischnetschirskaja (heute Nischni Tschir).
Im Russischen Bürgerkrieg war die Staniza schwer umkämpft. Am 23. Juni 1928 wurde sie im Rahmen einer Verwaltungsreform Verwaltungszentrum eines Rajons.
Während des Zweiten Weltkriegs konnte die Rote Armee am Donbogen vor Ilowlinskaja das weitere Vorrücken der deutschen Wehrmacht nördlich von Stalingrad im August 1942 stoppen; aus den dortigen Stellungen starteten die Truppen der linken Flanke der Donfront im November ihre Beteiligung an der Operation Uranus, die die Kesselschlacht von Stalingrad einleitete.
1961 wurde dem Ort unter dem heutigen Namen der Status einer Siedlung städtischen Typs verliehen.

### Bevölkerungsentwicklung
| Jahr | Einwohner |
| ---- | --------- |
| 1861 | 8.264     |
| 1897 | 10.613    |
| 1939 | 2.929     |
| 1959 | 2.435     |
| 1970 | 5.278     |
| 1979 | 6.116     |
| 1989 | 10.295    |
| 2002 | 11.904    |
| 2010 | 11.255    |

Anmerkung: ab 1897 Volkszählungsdaten

## Kultur und Sehenswürdigkeiten

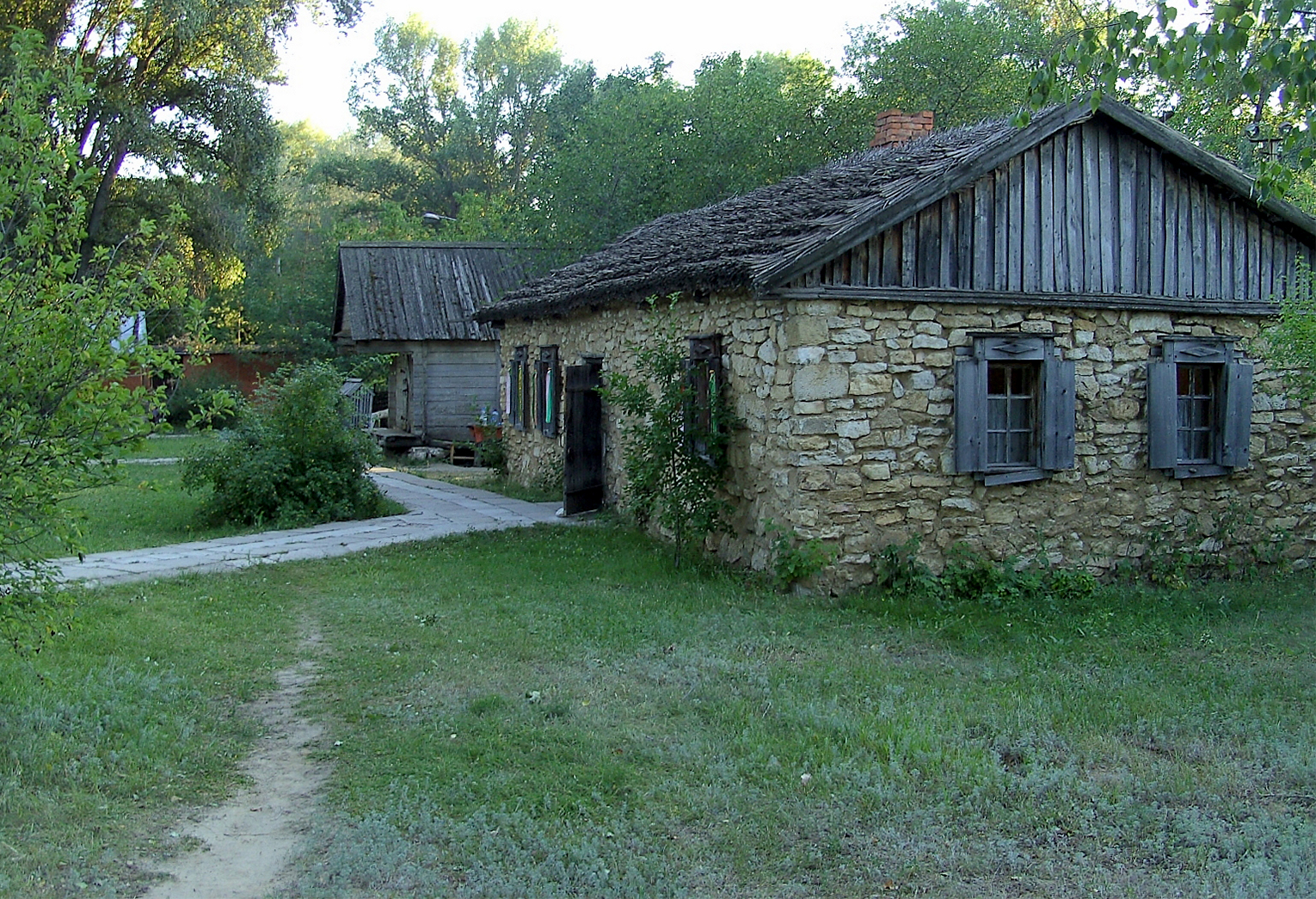
Das Museum der Kultur und des Alltags der Donkosaken

Seit 1982 existiert bei Ilowlja das Museum der Kultur und des Alltags der Donkosaken (Ilowlinski musei kultury i byta Donskich kasakow).

## Wirtschaft und Infrastruktur
Ilowlja ist Zentrum eines Landwirtschaftsgebietes mit Anbau von Getreide, Sonnenblumen und Gemüse sowie Viehzucht. Neben Betrieben zur Verarbeitung landwirtschaftlicher Erzeugnisse gibt es Unternehmen der Bauwirtschaft.
Nachdem bereits 1871 die Eisenbahnstrecke (Moskau –) Grjasi – Zarizyn (heute Wolgograd) nördlich am Ort vorbeigeführt worden war, wählte man ihn 1942 zum Anschlusspunkt beim Bau der strategischen, „Wolga-Rochade“ genannten Strecke aus Richtung Saratow zur Unterstützung der Roten Armee vor Stalingrad. Somit besitzt die Siedlung heute die zwei Bahnstationen Ilowlja-1 an der Strecke von Moskau (Streckenkilometer 981) und Ilowlja-2 an der Strecke von Saratow (km 328) sowie einige Kilometer östlich den Haltepunkt Kolozki, wo beide Strecken aufeinandertreffen. Die Strecke Saratow – Wolgograd ist seit 2003 durchgehend elektrifiziert.
Ebenfalls nördlich der Siedlung führt die Fernstraße M6 vorbei, die Moskau über Wolgograd mit Astrachan verbindet.